# نقيل السنف (إب)

تعديل مصدري - تعديل

نقيل السنف هي إحدى قرى عزلة بلادشار بمديرية إب التابعة لمحافظة إب، بلغ تعداد سكانها 642 نسمة حسب تعداد اليمن لعام 2004.